# Jean Bassett Johnson
Jean Bassett Johnson (7 de septiembre de 1915-4 de abril de 1944) fue un antropólogo y lingüista estadounidense que realizó estudios de campo en México durante la década de 1930 y principios de la de 1940. Candidato a doctorado en la Universidad de California, Berkeley, fue alumno de Alfred Kroeber y Robert Lowie.

### Vida y carrera
Johnson realizó una investigación de campo entre los chinantecas y mazatecas en Oaxaca, los náhuatl en Jalisco y Colima, y los yaquis , varohio , pima y opata en Sonora. En julio de 1938, en Huautla de Jiménez , él y su esposa, la antropóloga Irmgard Weitlaner-Johnson , junto con Bernard Bevan y Louise Lacaud , fueron algunos de los primeros forasteros, además de Robert J. Weitlaner (1936), en presenciar y registrar una ceremonia de curación mazateca donde setas alucinógenas de psilocibina ( teonanacatl) fueron consumidos.  Durante el curso de su investigación sobre las prácticas curativas mazatecas, Johnson también registró el uso de otro alucinógeno, "hierba María" ahora conocida como Salvia divinorum . En 1939-1940, bajo la dirección de Morris Swadesh , Johnson realizó un estudio del idioma yaqui , publicado póstumamente.
Los estudios de Johnson fueron interrumpidos por la Segunda Guerra Mundial . Se unió a la Reserva Naval de los Estados Unidos en 1942 y murió en Túnez en 1944.